# Anatolij Bajdaczny
Anatolij Nikołajewicz Bajdaczny (ros. Анатолий Николаевич Байдачный, ur. 1 października 1952 w Moskwie) – rosyjski piłkarz występujący na pozycji napastnika, reprezentant Związku Radzieckiego, trener piłkarski.

## Kariera piłkarska
Występował na pozycji napastnika. Wychowanek szkoły piłkarskiej w Obnińsku. Występował w drużynach Dynama Moskwa oraz Dynama Mińsk. Karierę piłkarską zakończył przedwcześnie, w wieku 27 lat, z powodu kontuzji, której doznał w meczu ze Spartakiem Moskwa. Od 30 kwietnia do 18 czerwca 1972 wystąpił w 5 meczach reprezentacji Związku Radzieckiego, w tym w 4 meczach mistrzostw Europy, na których drużyna radziecka zajęła 2. miejsce.

## Kariera trenerska
Pracę szkoleniową rozpoczął na Białorusi. Pracował zarówno w okresie Białoruskiej SRR, jak i niepodległej Białorusi, prowadząc zespoły: Dniepru Mohylew, dwukrotnie Dynama Mińsk, zaś od 2006 do 2007 Daridę Żdanowicze.
Od czerwca 2003 do końca 2005 był selekcjonerem reprezentacji Białorusi. Zastąpił na tym stanowisku Eduarda Małofiejewa i poprowadził drużynę Białorusi w dwóch ostatnich meczach eliminacji Mistrzostw Europy 2004 (drużyna już wcześniej straciła możliwość awansu). Stracił pracę po przegranych eliminacjach Mistrzostw Świata 2006.
Pracował również na Ukrainie, Cyprze, Kuwejcie, Mołdawii i Rosji. Przez dwa lata opiekował się także olimpijską i młodzieżową reprezentacją Syrii.